# María Pacheco
María López de Mendoza y Pacheco (La Alhambra, Granada, c. 1496-Oporto, marzo de 1531), más conocida como María Pacheco, fue una noble castellana, líder comunera y esposa del general comunero Juan de Padilla. Asumió desde Toledo el mando de la sublevación de las Comunidades de Castilla hasta que capituló ante el rey Carlos I de España y V del Sacro Imperio Romano Germánico en febrero de 1522.

## Biografía

### Infancia
Hija de Íñigo López de Mendoza y Quiñones, I marqués de Mondéjar y II conde de Tendilla, conocido como el Gran Tendilla y de Francisca Pacheco, hija de Juan Pacheco, I marqués de Villena. Nació en Granada donde su padre fue nombrado por los Reyes Católicos alcalde perpetuo de la Alhambra, en el palacio del sultán Yusuf III.
Tuvo ocho hermanos, entre ellos Luis Hurtado de Mendoza y Pacheco, II marqués de Mondejar; Francisco de Mendoza, obispo de Jaén; Antonio de Mendoza y Pacheco, virrey en las Indias, y Diego Hurtado de Mendoza, embajador y poeta.
María adoptó el apellido materno para diferenciarse de otras dos hermanas, que se apellidaban Mendoza, con las que compartía el nombre. Se desconoce la fecha de su nacimiento, aunque hay documentación donde se declara que en la fecha de su boda en Granada, con el hidalgo toledano Juan de Padilla, de menor prosapia que ella, el 18 de agosto de 1511, tenía quince años.
Educada junto con otros de sus hermanos en el ambiente renacentista de la pequeña corte del Gran Tendilla, María era una mujer culta, con conocimientos de latín, griego, matemáticas, letras e historia, como señala el humanista Diego Sigeo, que la acompañó al exilio portugués:
Fue mi señora doña María Pacheco muy docta en latín, y en griego y mathemática, e muy leída en la Santa Escritura y en todo género de Historia, en extremo en la Poesía. Supo las genealogías de todos los reyes de España y de África por espanto, y después de venida a Portugal por ocasión de su dolencia, pasó los más principales autores de la medicina, de manera que cualquiera letrado en estas facultades que venía a platicar con ella había menester venir bien apercibido, porque en todo platicaba muy sotil y ingeniosamente.
De niña presenció en 1500 los acontecimientos de la primera sublevación morisca desde su casa en el Albaicín.

### Casamiento
Con catorce años de edad, el 10 de noviembre de 1510, se acordaron sus esponsales con Juan de Padilla, caballero toledano de rango inferior al de los Mondéjar. En los escritos de la época, ella aparece como Doña María Pacheco, mientras que su marido recibe el trato de Juan de Padilla. En dicho acuerdo se le obligó a renunciar a sus derechos de herencia paterna a cambio de una dote de cuatro millones y medio de maravedíes.
En 1511 se celebró el matrimonio y en 1516 nació su único hijo, Pedro, que murió niño. Ese año falleció también el rey Fernando el Católico y fue nombrado rey de Castilla y Aragón el futuro emperador Carlos I.

### Guerra de las Comunidades de Castilla

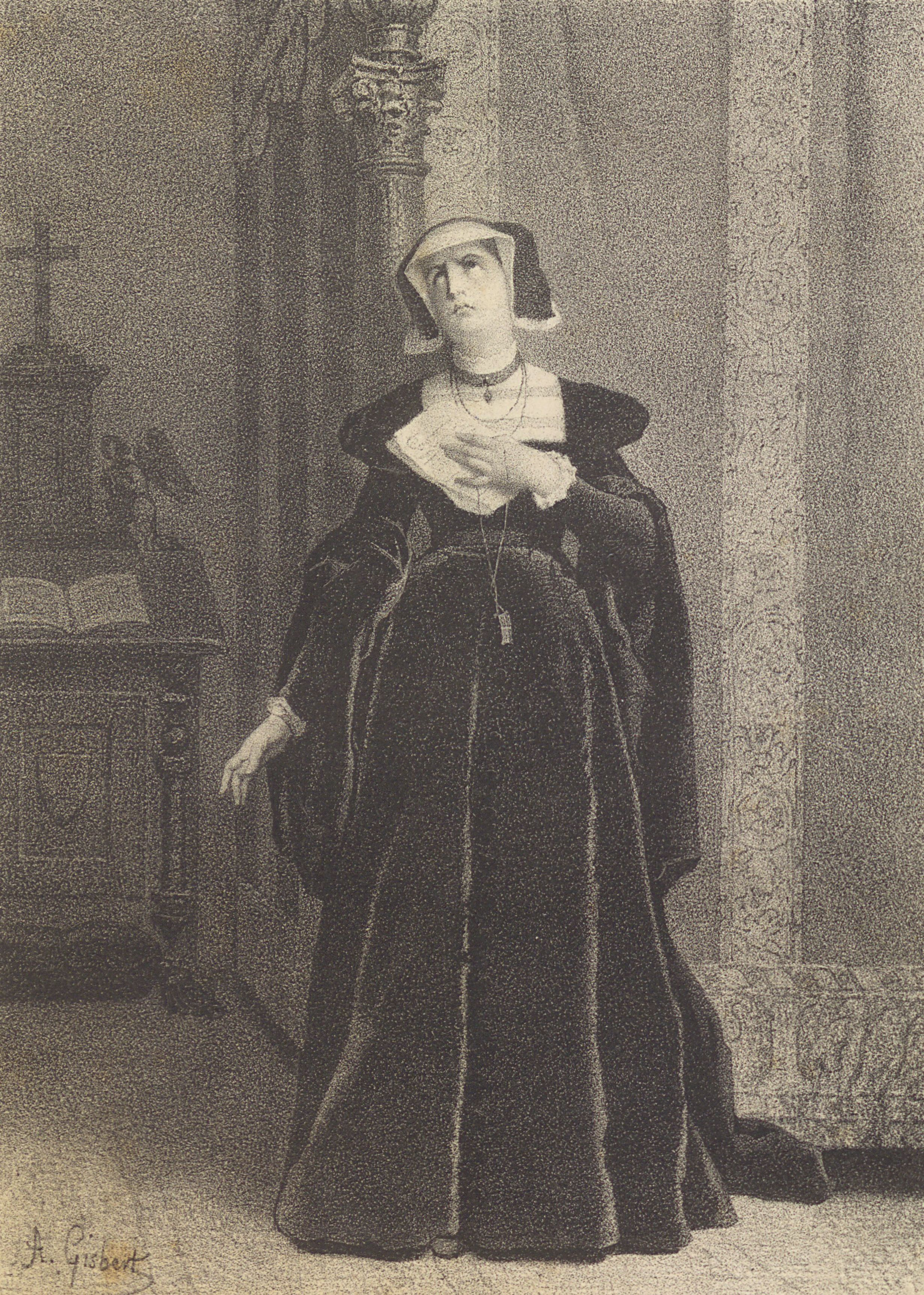
María Pacheco en una litografía del

Al suceder Juan de Padilla a su padre en el cargo de capitán de gentes de armas, el matrimonio se trasladó a Toledo en 1518.  María Pacheco apoyó y quizá instigó a su no pacífico marido para que, en abril de 1520, tomase parte activa en el levantamiento de las Comunidades en Toledo. A continuación, Juan de Padilla acudió con las milicias toledanas más las madrileñas de Juan de Zapata en auxilio de Segovia para, junto a las milicias mandadas por Juan Bravo, regidor de Segovia, combatir las fuerzas realistas de Rodrigo Ronquillo. El 29 de julio de 1520 se constituyó en Ávila la Santa Junta y Padilla fue nombrado capitán general de las tropas comuneras. 
Sin embargo, las rivalidades entre los comuneros provocaron su sustitución por Pedro Girón y Velasco, ante lo cual Padilla regresó a Toledo. Cuando Girón desertó en diciembre al bando realista, Padilla volvió a Valladolid con un nuevo ejército toledano (31 de diciembre de 1520). Sus tropas tomaron Ampudia y Torrelobatón. Sin embargo, de nuevo surgieron disensiones dentro del ejército comunero. Todo ello provocó el debilitamiento de los sublevados, que fueron derrotados en una desigual contienda el 23 de abril de 1521, conocida como batalla de Villalar.
Padilla fue hecho prisionero. Conducido al pueblo de Villalar, fue decapitado al día siguiente. Con él fueron ajusticiados Juan Bravo y Francisco Maldonado.

### Resistencia en Toledo

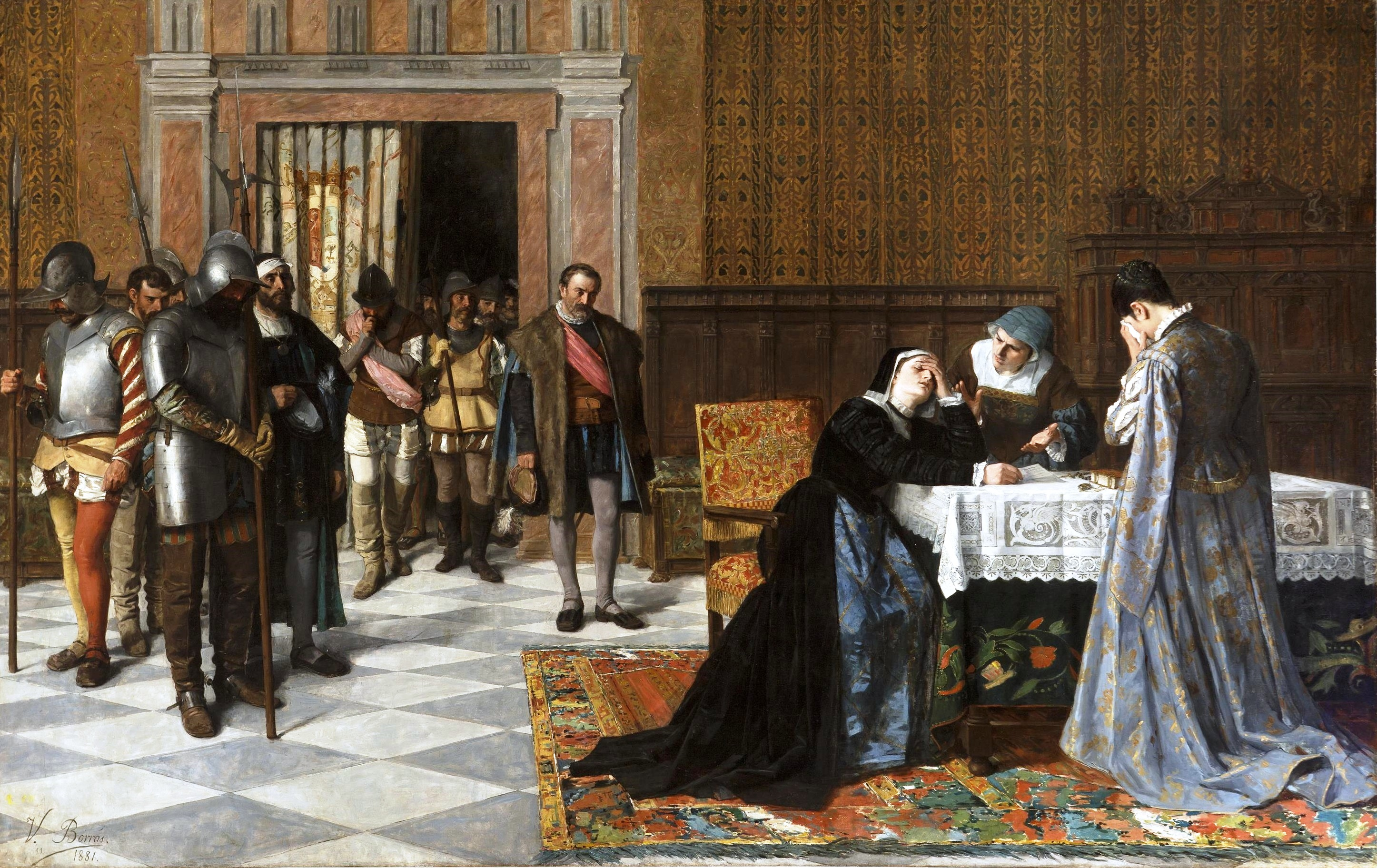
Doña María Pacheco después de Villalar, de Vicente Borrás y Mompó. 1881. (Museo del Prado, Madrid).

En ausencia de Padilla, María gobernó Toledo hasta la llegada el 29 de marzo de 1521 del obispo de Zamora Antonio de Acuña, cuando se vio obligada a compartir el poder con él. Al recibir las malas noticias sobre Villalar, María cayó enferma y se vistió de luto. Sin embargo, en vez de abandonar, María Pacheco lideró la última resistencia de las Comunidades en Toledo. Dirigió, desde su casa primero y desde el alcázar de la ciudad después, la resistencia a las tropas realistas, estacionando defensores en las puertas de la ciudad y mandando traer la artillería desde Yepes, implantando contribuciones y nombrando capitanes de las tropas comuneras toledanas. Tras rendirse Madrid el 7 de mayo, solo resistía Toledo. Ante ello, el resto de los dirigentes comuneros de la ciudad quisieron capitular, pero ella logró evitar la rendición. Incluso el obispo Acuña huyó el 25 de mayo intentando llegar a Francia. Parte de la rivalidad con Acuña se debía a su intención de lograr la mitra toledana, primada de España, que María deseaba para su hermano Francisco de Mendoza.
María Pacheco llegó a prolongar la resistencia nueve meses después de la batalla de Villalar aunque este hecho se deba, más que a la feroz resistencia, a que el ejército real tuvo que acudir a Navarra para neutralizar el intento de recuperación del Reino por parte de tropas  francesas y agramontesas. Para mantener el orden en Toledo, María llegó a apuntar los cañones del Alcázar contra los toledanos. El 6 de octubre requisó, entrando de rodillas en el Sagrario de la catedral de Santa María, la plata que allí se contiene para poder pagar a las tropas.
Mientras tanto las tropas realistas, con diversos combates de abril a agosto, cercaron finalmente Toledo. El 1 de septiembre de 1521 comenzó el bombardeo. El 25 de octubre de 1521 se firmó una tregua favorable para los sitiados, el llamado armisticio de la Sisla, de modo que los comuneros evacuaron el Alcázar, aunque conservando las armas y el control de la ciudad. Esta situación inestable culminó el 3 de febrero de 1522 con un nuevo alzamiento de la ciudad, en el que María Pacheco y sus fieles tomaron el alcázar y liberaron a los comuneros presos. No obstante, la sublevación fue sofocada por las tropas realistas al día siguiente. Gracias a la connivencia de algunos de sus familiares, entre ellos su cuñado, Gutierre López de Padilla, su hermana Maria de Mendoza, condesa consorte de Monteagudo de Mendoza,  y su tío, Diego López Pacheco II marqués de Villena, María Pacheco logró huir disfrazada de aldeana de la ciudad en la noche con su hijo de corta edad y se exilió en Portugal.
La huida de doña María se produjo mediante un pacto, que le permitía su fuga con la connivencia de uno de los guardias de la puerta del Cambrón. Con un pequeño séquito que la esperaba junto al Tajo, se dirigió a Escalona, donde su tío el marqués de Villena en Escalona se negó a hospedarla, si bien después su tío Alonso Téllez Girón la acogería en su villa de la Puebla de Montalbán hasta que su sentencia condenatoria la obligó a huir del reino. Mientras se dirigía a Portugal, contratando a diario guías distintos para salir de los caminos principales y evitar la delación, el alcalde toledano Zumel sembró de sal el solar de sus casas, levantando una columna con un letrero inculpatorio hacia María Pacheco y sus cómplices. Más adelante, su cuñado Gutierre, heredero del mayorazgo, conseguiría licencia real para reedificar las casas, pero jamás logró el perdón real para doña María ni permiso para el traslado de los restos de Juan Padilla a Toledo.

### Exilio

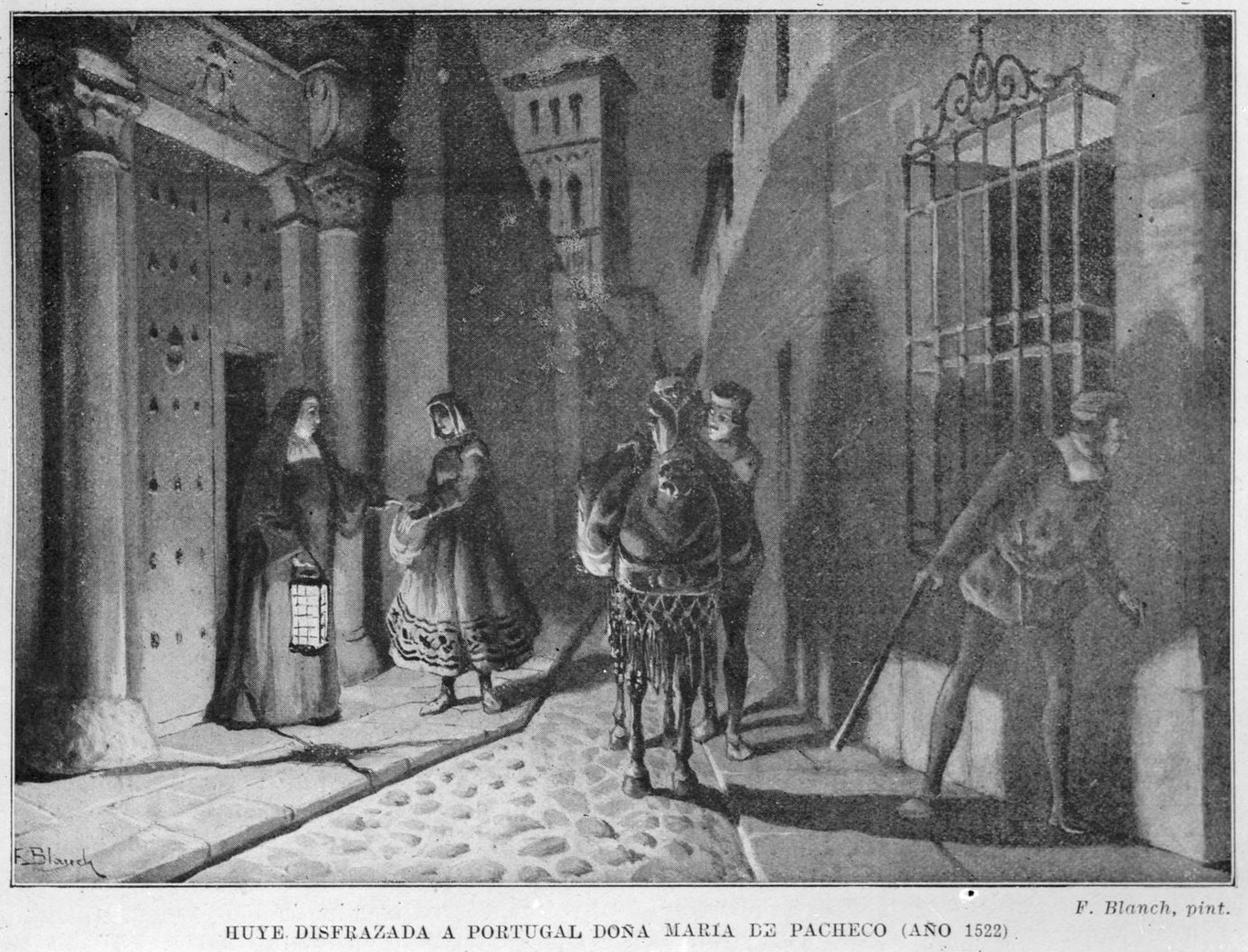
Huida a Portugal de María Pacheco

Exceptuada en el perdón general del 1 de octubre de 1522 y condenada a muerte en rebeldía en 1524, María subsiste en Portugal con dificultades. Aunque Juan III de Portugal no responde a las peticiones de expulsión que le llegan desde la corte castellana, María no tiene más remedio que subsistir de la caridad, del arzobispo de Braga primero, y del obispo de Oporto, Pedro Álvarez de Acosta, después, en cuya casa vivió.
A pesar de los intentos de sus hermanos, Luis Hurtado de Mendoza y Pacheco, II marqués de Mondéjar y III conde de Tendilla, y Diego Hurtado de Mendoza, embajador de Carlos I, María Pacheco no logró el perdón real y vivió en Oporto hasta su muerte en marzo de 1531. Fue enterrada en la catedral de Oporto, ante la negativa de Carlos I a que sus restos se trasladasen a Olmedo, para que descansaran junto a los de Juan de Padilla, su esposo.
Su hermano menor, el poeta Diego Hurtado de Mendoza, escribió este epitafio:
Si preguntas mi nombre, fue María; / si mi tierra, Granada; mi apellido / de Pacheco y Mendoza, conocido / el uno y el otro más que el claro día; / si mi vida, seguir a mi marido / mi muerte en la opinión que él sostenía. / España te dirá mi cualidad, / que nunca niega España la verdad.
Juan de Sousa, capellán de María Pacheco, escribió otro epitafio en latín, cuya traducción es la siguiente:
María, de altos reyes derivada, / de su esposo Padilla vengadora, / honor de su sexo, yace aquí enterrada. / Muriendo en proscripción, se vio privada / de ir, cual quiso, a la tumba de su esposo. / Pero Sousa y Ficorhous, sus criados, / le procuraron sepulcral reposo. / Luego que su cuerpo consumido fuere, / bajo una losa deben verse unidos / los restos de consortes tan queridos

## En la cultura popular

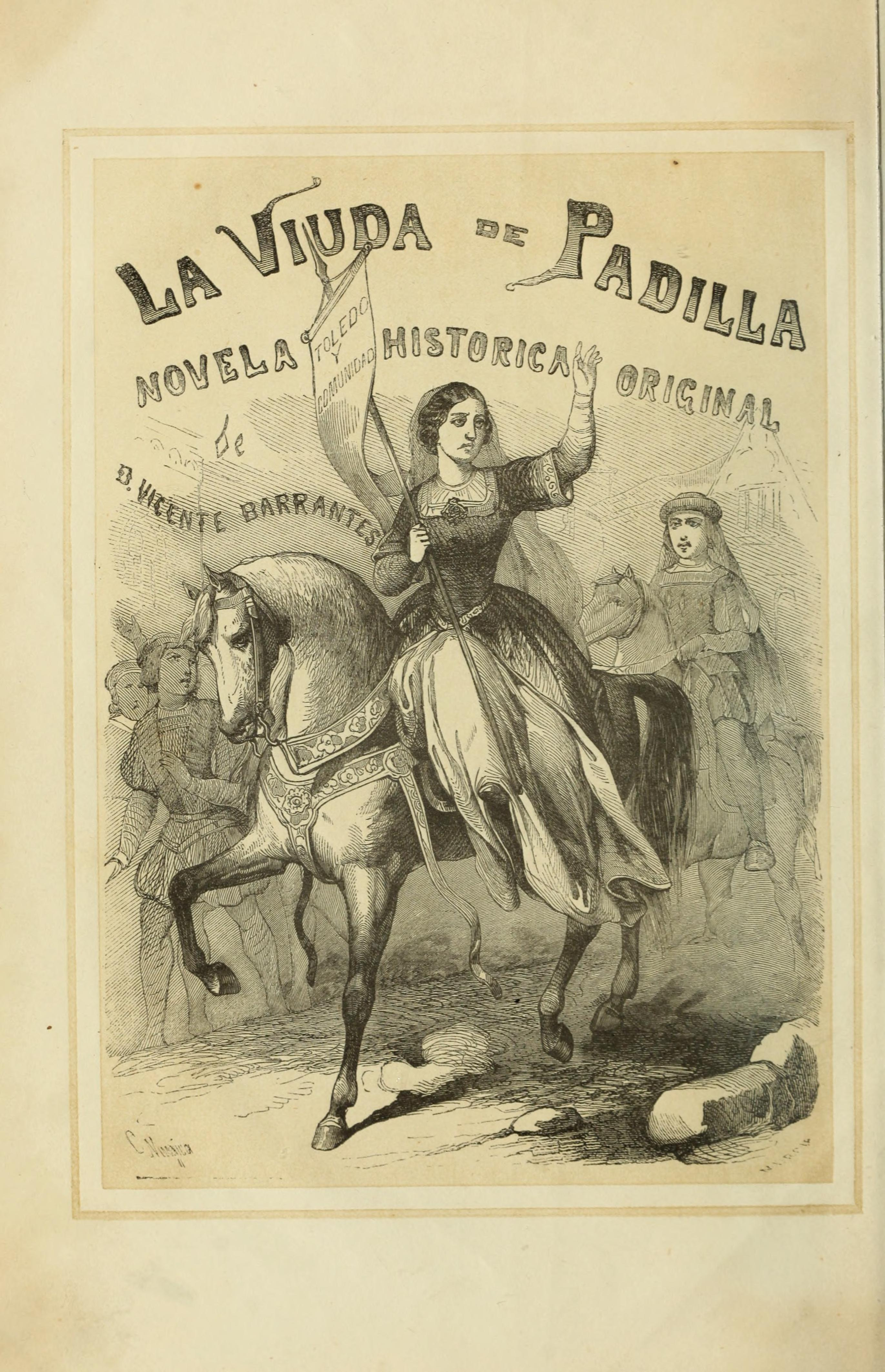
La viuda de Padilla (1857), una novela histórica de Vicente Barrantes.

Debido a su peripecia heroica, fue conocida por el pueblo con los apelativos de Leona de Castilla, Brava Hembra, Centella de Fuego y El último Comunero.
La vida de María Pacheco y su tenaz resistencia, siguiendo la causa de su marido y los ideales de este, inspiraron un drama en tres actos a Francisco Villaespesa. Sobre este drama, Juan de Orduña realizó una película La Leona de Castilla en 1951 en la que Amparo Rivelles interpretaba a la heroína de Toledo. Pese a haber sido mal recibida por la crítica, la película ocupa el octavo lugar en la lista de las de mayor permanencia en cartel en la década 1951-1961, con sesenta y tres días seguidos en cartel.
Antes de la obra de Francisco Villaespesa había sido llevada al teatro por Ignacio García Malo y por Francisco Martínez de la Rosa. Recientemente una novela histórica de Toti Martínez de Lezea también se basa en su vida.
En la serie de televisión Carlos, Rey Emperador de 2015, María Pacheco fue interpretada por Irene Ruiz.

### Obras
- 1788: Doña María Pacheco, mujer de Padilla de Ignacio García Malo
- 1814: La viuda de Padilla, de Francisco Martínez de la Rosa.
- 1857: La viuda de Padilla, de Vicente Barrantes.
- 1913: Doña María Pacheco, también conocida como la Leona de Castilla, de Francisco Villaespesa.
- 1920: La Leona de Castilla, de José Antonio Saldía.
- 1951: La leona de Castilla, de Juan de Orduña.
- 2003: La Comunera. María Pacheco, una mujer rebelde, de Toti Martínez de Lezea.